# Stephan Schmolck
Stephan Schmolck (Frankfurt am Main, 2 februari 1951) is een Duitse jazzbassist en -componist.

## Biografie
Schmolck studeerde viool aan de Musikhochschule Frankfurt en, vanaf 1979, tevens contrabass. Sinds de jaren tachtig werkte hij met Christof Lauer, Bob Degen, John Schröder en Janusz Stefański. Daarnaast speelde hij in Jürgen Wuchners "String Project“. In 1987 was hij een van de oprichters van de Frankfurt Jazz Big Band. Hij speelde tevens met Hugo Read en het hr-Jazzensemble, waarvoor hij ook composities aandroeg. Eind jaren tachtig speelde hij op festivals met Bob Mover, Allen Blairman en Art Farmer. In de jaren negentig was hij lid van het combo van Heinz Sauer, hij is te horen op de bekroonde plaat „Exchange II“. Hij toerde in het buitenland met Christopher Dell en Sauer. Schmolck heeft zich intensief beziggehouden met het combineren van electronica en akoestische instrumenten, zoals op de CD 'electric bundle' met Hugo Read, Eric Schaefer en John Schröder). Met Read en Bob Degen speelt hij in het trio back and forth (CD 2007) en met Read en Wolf Mayer in de groep Dialects. Hij heeft opgetreden met 'Jos Rinck und die Tonkünstler' en met de groep 'Schlag auf Schlag'.
Schmolck is verder docent aan de Musikschule Frankfurt.

## Prijzen en onderscheidingen
- 2010: Hessischer Jazzpreis